# Mănăstirea Cetatea Colț
Mănăstirea Colț este o mănăstire ortodoxă din România situată în comuna Râu de Mori, județul Hunedoara. Este una dintre primele mănăstiri  atestate pe teritoriul României, fiind construită la inceputul sec. XIV, undeva prin anii 1310-1315 de familia Cândeștilor. În secolul XV s-a întemeiat aici o sihastrie, sub influenta Mănăstirii Prislop. Aceasta a funcționat pâna în a doua jumătate a secolului XVII când calvinii i-au izgonit pe călugări de aici iar mănăstirea a rămas în paragină pâna în anul 1989 când Episcopia Aradului a decis restabilirea vieții monahale aici. În 1995 schitul capătă viață prin stabilirea aici a unui grup de călugări.
Biserica mănăstirii este din piatră, fără temelie, cu contraforturi, în formă de navă cu altar și naos. Are un turn în formă pătrată(ce era folosit pentru apărare), care a avut în interior trei camere. Scările turnului sunt verticale și anevoioase. În ultimele două încăperi, cele mai de sus, locuiau odinioară călugării. În interiorul bisericii se află o pictură făcută de același pictor Ștefan care a pictat și Bisericile din Ostrov și Densuș.